# Strephonota
Strephonota là một chi bướm ngày thuộc họ Lycaenidae.

## Hình ảnh

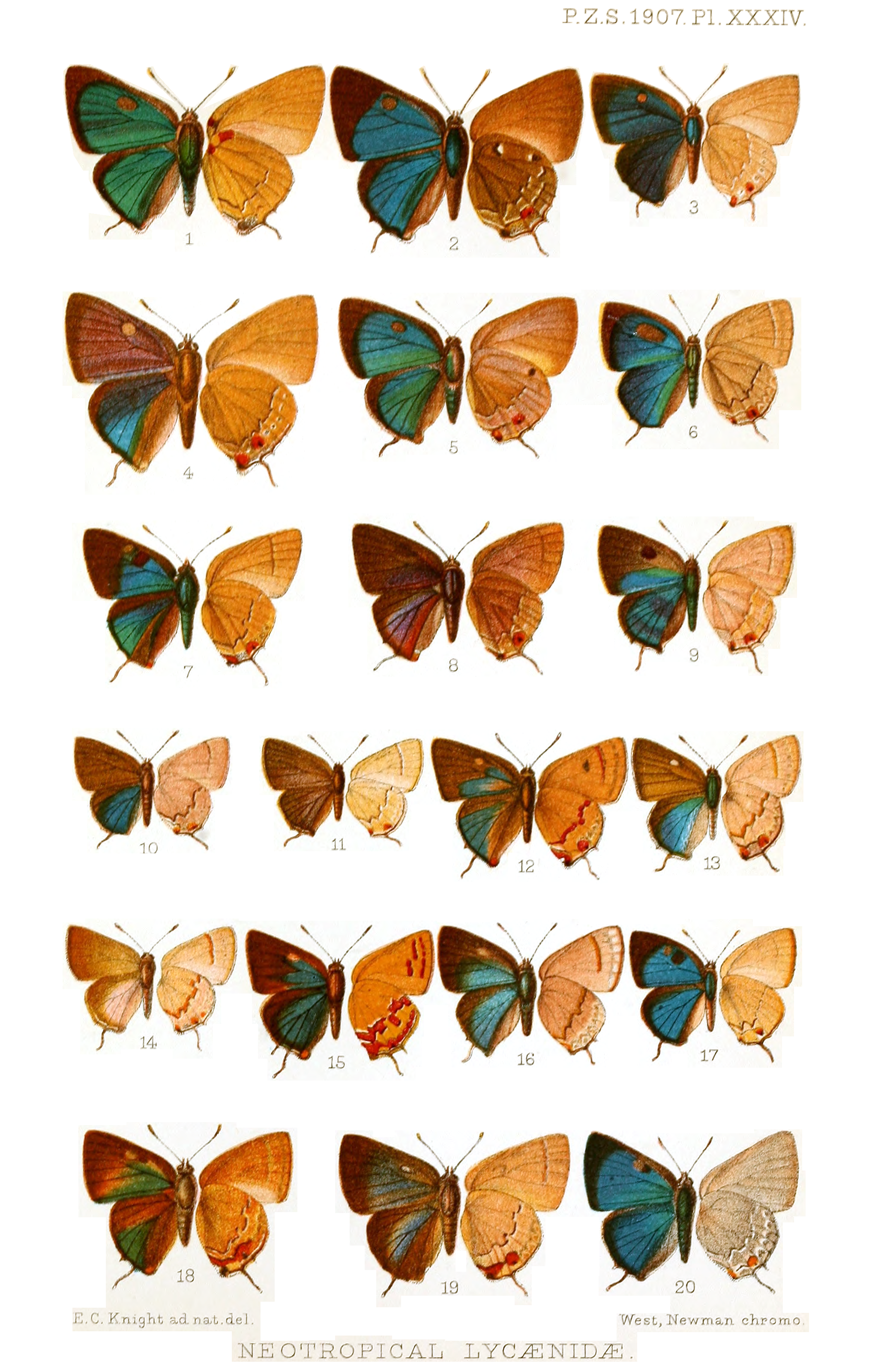
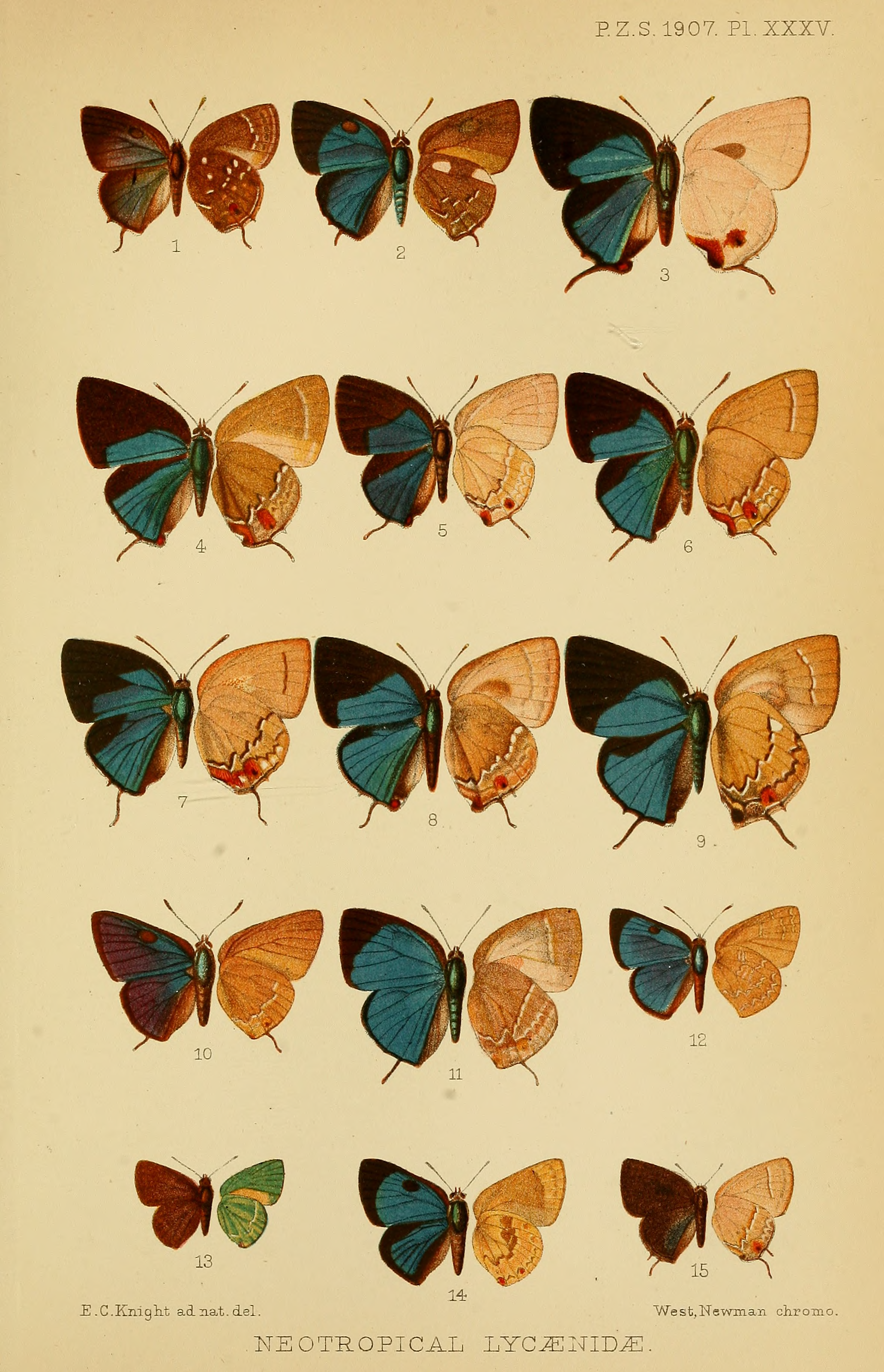